# 살바도르 나스라야

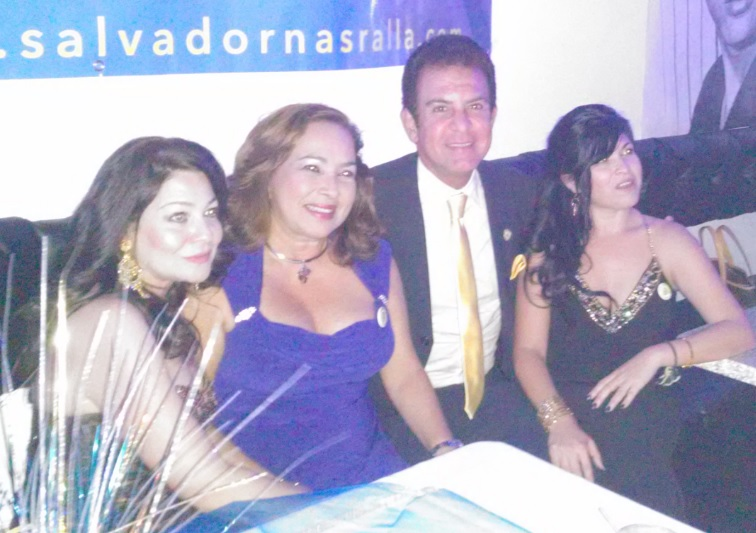

살바도르 나스라야(스페인어: Salvador Nasralla, 1953년 1월 30일 ~ )는 온두라스의 언론인 출신 정치인이다. 2013년 대선 당시 반부패당의 후보로 출마했으나 낙선했으며, 이후 2017년 야권연합의 대선후보로 다시 추대되어 당선 직전까지 갔으나 또 낙선하였다. 그러나 부정선거 논란이 제기되었으며, 이에 지지자들의 반대 시위가 열렸다.